# Iron Sky (2012)
Iron Sky is een satirische sciencefictionfilm geregisseerd door de Finse filmmaker Timo Vuorensola die eerder al een parodie op Star Trek maakte: Star Wreck. De film ging op het filmfestival van Berlijn in première.
Uniek voor Iron Sky is dat de film in samenwerking is gemaakt met de online community van fans. Via de site van "Wreck a movie" kon men zich inschrijven om deel te nemen aan het project.
Ook de fondsen voor Iron Sky werden deels door fans opgebracht. Zo was er de mogelijkheid Iron Sky financieel te steunen door middel van een gift of het kopen van zogenaamde 'War bonds'.

## Verhaal
Het einde van de Tweede Wereldoorlog nadert en het Derde Rijk is bijna helemaal verwoest en verslagen door de geallieerde tegenstanders. Adolf Hitler heeft op 30 april 1945 zelfmoord gepleegd in zijn bunker en de opvolgende regering onder leiding van admiraal Karl Dönitz begint onderhandelingen over overgave aan de geallieerden. Maar een topgeheim onderzoek van naziwetenschappers (zo geheim dat zelfs de meeste nazikopstukken er niets van afwisten), onder leiding van SS-generaal Hans Kammler, heeft in de laatste fase van de oorlog een vorm van antizwaartekracht opgeleverd. Deze kwam te laat om nog van invloed te zijn op de afloop van de oorlog. Vanaf een geheime nazibasis op Antarctica, Nieuw-Schwabenland, wordt vroeg in de ochtend het laatste topgeheime project van nazi-Duitsland uitgevoerd: de overlevende nazi's vluchten in door antizwaartekracht aangedreven schotelvormige toestellen naar de donkere zijde van de Maan. Na hun landing op de Maan bouwen ze de militaire basis Schwarze Sonne ('zwarte zon') om weer op krachten te komen om de strijd later te kunnen hervatten.
Van 1945 tot en met 2018 hebben de nazi's de wereld in de gaten gehouden. Ze hebben de cultuur bestudeerd, en zochten naar de zwakste plek van de mensheid.
Het is 2018. Twee astronauten waaronder James Washington (Christopher Kirby) worden door de president van de Verenigde Staten (Stephanie Paul) op een uiterst geheime ruimtereis, voor de campagne van haar herverkiezing, naar de donkere zijde van de maan gestuurd waar Helium-3 is aangetroffen. Helium-3 kan een land voor duizend jaar van energie voorzien. Wanneer een van de twee astronauten verder wandelt in de richting van het Helium-3, stuit hij op een Helium-3-opslagplaats van de nazi's. De astronaut wordt neergeschoten door Klaus Adler (Götz Otto), James Washington wil ontkomen maar het ruimteschip wordt opgeblazen door een SS-soldaat.
James Washington wordt gearresteerd en naar de maanbasis gebracht. Klaus Adler denkt dat het om een van de Aardse stoottroepen gaat. Hier ontmoet James de maanführer Wolfgang Kortzfleisch (Udo Kier) en lerares Engels Renate Richter (Julia Dietze). James onderneemt een vluchtpoging, maar wordt weer opgepakt en door dokter Richter (Tilo Prückner) tot een Arisch mens gemaakt. Klaus Adler en Dokter Richter praten met astronaut James en vertellen hem over de aanstaande invasie van de aarde.
Klaus Adler neemt de gsm telefoon van James mee, en geeft deze aan dokter Richter. Deze gsm moet het grote oorlogsruimteschip Götterdämmerung besturen. Klaus Adler wil meer over deze gsm weten, en gaat naar de Aarde toe om de president van de Verenigde Staten te spreken. Renate Richter vlucht stiekem mee en samen gaan ze op pad. Ze ontvoeren eerst Vivian Wagner (Peta Sergeant), de campagnevoerder voor de president.
Klaus Adler en Renate Richter bouwen een ogenschijnlijk vredelievend maar verraderlijk propaganda-apparaat op, wat de president gebruikt voor de presidentsverkiezingscampagne. Als Klaus Adler Vivian Wagner naar het campagnehoofdkwartier meeneemt, schrikken ze. Maanführer Wolfgang Kortzfleisch is achter het plan van Klaus Adler gekomen om hem af te zetten als führer. Hij wacht hen op in het hoofdkwartier en wil Adler executeren voor hoogverraad. Hij vertelt ook dat de invasie Meteorblitzkrieg op handen is.
Vivian Wagner wordt meegenomen door een SS-soldaat, maar al snel blijkt dat Vivian Wagner de soldaat gedood heeft en de maanführer en zijn mede-aanhangers worden door haar neergeschoten. Klaus Adler is echter niet van plan om zich door Vivian Wagner te laten inpalmen en vlucht terug naar de maan. Hij geeft vanuit zijn ruimteschotel het bevel voor de lancering van de invasie.
Klaus Adler komt terug op de maan en gaat nu het grote oorlogsruimteschip Götterdämmerung in werking stellen. Renate Richter en James Washington vluchten ook terug naar de maan en laten de machines van het grote oorlogsruimteschip stoppen. De Aardse ruimtevloot komt er echter achter dat Amerika uit is op de Helium-3 die over is gebleven. De president zorgt voor een chaos in het hoofdkwartier van de Verenigde Naties.
De Derde Wereldoorlog breekt uit; bij de aftiteling is te zien dat een menselijke satelliet op Mars af gaat terwijl overal op Aarde bommen vallen.

## Rolverdeling
- Julia Dietze als Renate Richter
- Götz Otto als Klaus Adler
- Christopher Kirby als James Washington
- Tilo Prückner als Dokter Richter
- Udo Kier als Wolfgang Kortzfleisch
- Peta Sergeant als Vivian Wagner
- Stephanie Paul als de president van de Verenigde Staten (gebaseerd op Sarah Palin)

## Achtergrond
In vooral de VS maar ook elders geloven veel mensen in samenzweringstheorieën zoals:
- Adolf Hitler en zijn aanhangers zijn naar de maan gevlucht met vliegende schotels (zie ook nazi-ufo's).
- In 1943 begon nazi-Duitsland met geheime projecten voor het ontwerpen van antizwaartekrachtvoertuigen.

## Trailers
- Duitse ruimte aanval - Trailer over het vluchten naar de maan en de invasie in 2018
- Eerste beeld van Iron Sky - Duitse leger marcheert naar de ufo-vloot om alles gereed te maken
- Wij komen in Vrede - De Duitsers lanceren Meteor Blitzkrieg operatie.